# Ferrovia Barcellona-Cerbère
La ferrovia Barcellona-Cerbère (in spagnolo Línea Barcelona-Cerbère) è un'importante linea ferroviaria posta nel nord-est della Spagna. Servendo importanti città, quali Barcellona, Gerona, Figueras e Cerbère. La linea ferroviaria attraversa il Tunnel dei Pirenei (Tunnel des Balitres) e valica il confine franco-Spagnolo nei pressi di Portbou, congiungendosi con la SNCF nella stazione di Cerbère.

## Storia
La ferrovia è stata aperta a tratte dal 1854 al 1878.
La linea venne completamente elettrificata in corrente continua a 3000 V nel 1963 fino a Portbou. Il tratto tra Portbou e Cerbère venne elettrificato nel 1982.

## Percorso
| Head station |

| Unknown route-map component "tSTRa" |

|  | Unknown route-map component "tABZgl+l" | Unknown route-map component "tCONTfq" |

|  | Unknown route-map component "tABZgl" | Unknown route-map component "tCONTfq" |

|  | Unknown route-map component "tABZgl" | Unknown route-map component "tCONTfq" |

|  | Unknown route-map component "tINT" |

|  | Unknown route-map component "tSTR" |

|  | Unknown route-map component "etBHF" |

| Unknown route-map component "tSTRe" |

|  | Unknown route-map component "CONTgq" | Unknown route-map component "ABZgr" |  |  |

| Unknown route-map component "c" |  | Unknown route-map component "ABZgl" | Unknown route-map component "CONTfq" | Unknown route-map component "c" |

| Station on track |

| Unknown route-map component "c" |  | Unknown route-map component "ABZgl" | Unknown route-map component "CONTfq" | Unknown route-map component "c" |

| Stop on track |

| Stop on track |

| Stop on track |

| Stop on track |

| Station on track |

| Stop on track |

| Stop on track |

| Stop on track |

| Stop on track |

| Station on track |

| Stop on track |

| Stop on track |

| Stop on track |

| Unknown route-map component "CONTgq" | Unknown route-map component "ABZg+r" |  |

| Station on track |

| Stop on track |

| Stop on track |

| Stop on track |

| Stop on track |

| Station on track |

| Unknown route-map component "hKRZWae" |

| Stop on track |

| Stop on track |

| Stop on track |

| Unknown route-map component "hKRZWae" |

| Stop on track |

| Stop on track |

| Unknown route-map component "hKRZWae" |

| Stop on track |

| Stop on track |

| Station on track |

| Unknown route-map component "hKRZWae" |

| Stop on track |

| Stop on track |

| Stop on track |

| Station on track |

| 166+4xx |
| 510+700 |

|  | Unknown route-map component "ABZg+l" | Unknown route-map component "KDSTeq" |

| Unknown route-map component "tSTRa" |

| Unknown route-map component "tZOLL" |

| Unknown route-map component "tSTRe" |

| Small bridge over water |

|  | Junction both to and from left | Unknown route-map component "KDSTeq" |

| Station on track |

| Continuation forward |